# طب أسنان الشوارع
طب أسنان الشوارع هو الممارسة غير المرخصة لطب الأسنان في الشارع، وعادة ما يلجأ إليه الأشخاص الذين لا يستطيعون تحمل تكاليف رعاية الأسنان المرخصة.

## التاريخ

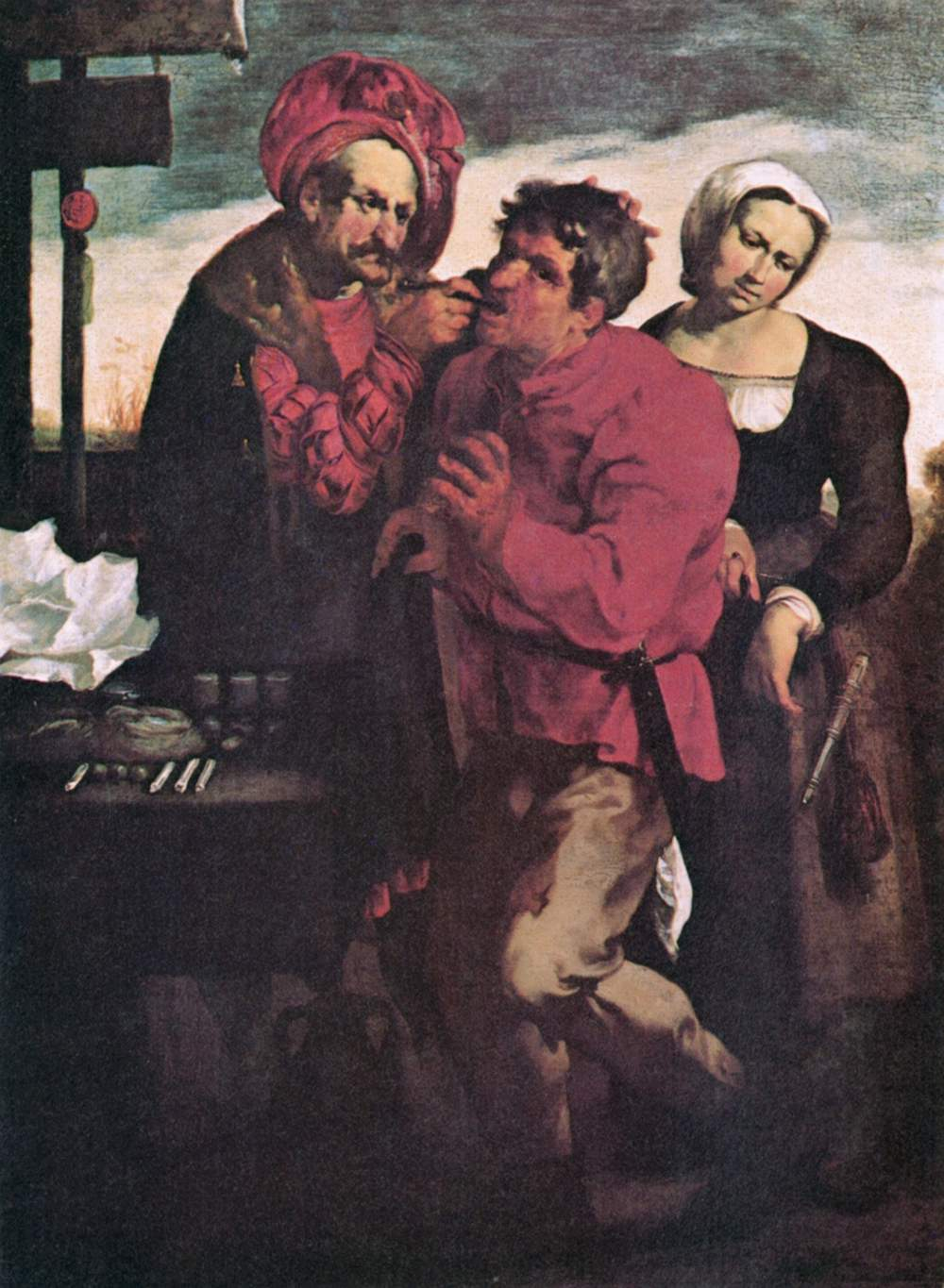
لوحة رسمها جوهان ليس تصور ممارسة طب الأسنان في الشوارع في القرن السابع عشر

قبل القرن العشرين، كان طب الأسنان غير منظم إلى حد كبير. في أوروبا خلال العصور الوسطى، كان غالبًا ما يمارس تلك المهنة الرهبان الذين كانوا الأكثر تعليمًا في هذه الفترة. كان الحلاقون والحدادون أيضًا يقدمون خدمات طب الأسنان. وجاءت أولى محاولات تنظيم ممارسة طب الأسنان في فرنسا في عام 1400، عندما حظرت المراسيم الملكية الحلاقين الذين لا ينتمون إلى نقابة الحلاقون من إجراء العمليات الجراحية، باستثناء النزيف والحجامة وخلع الأسنان. في الولايات المتحدة في عام 1840، أنشأ هوراس هايدن وتشابين هاريس أول مدرسة طب الأسنان في العالم، كلية بالتيمور لجراحة الأسنان، وأنشأوا درجة طبيب جراحة الأسنان. في العام نفسه، تم تأسيس أول منظمة وطنية للأسنان في العالم، الجمعية الأمريكية لجراحى الأسنان. في عام 1841، وضعت ألاباما أول قانون لممارسة طب الأسنان، الذي ينظم ممارسة طب الأسنان في الولايات المتحدة. في نيويورك حول مطلع القرن، ذاع صيت بعض أطباء الأسنان في الشوارع مثل إدغار آر.آر. وعلى الرغم من تنظيم طب الأسنان، إلا أن أطباء الأسنان غير المرخص لهم كانوا لا يزالون يمارسون تلك المهنة، وغالبًا ما يقدمون خدمات رديئة، مما دفع بعضهم إلى الدعوة إلى ملاحقتهم قضائيًا.
مارس ما يقرب من 5000 من أطباء الأسنان غير المرخص لهم المهنة في نيويورك في أوائل القرن العشرين. في عام 1900، رُفعت 283 شكوى إلى لجنة القانون في جمعية نيويورك لطب الأسنان. توفي بعض المرضى بسبب العدوى والخراجات بسبب عدم التنظيف للخراج . وتوفي آخرون بسبب سوء التخدير. ووفقا لتقرير نشرته صحيفة في عام 1910، فإن العديد من أطباء الأسنان كانوا من المهاجرين الذين لم تنظم بلدانهم مهنة طب الأسنان مثل الولايات المتحدة.

## طب الأسنان الحديث

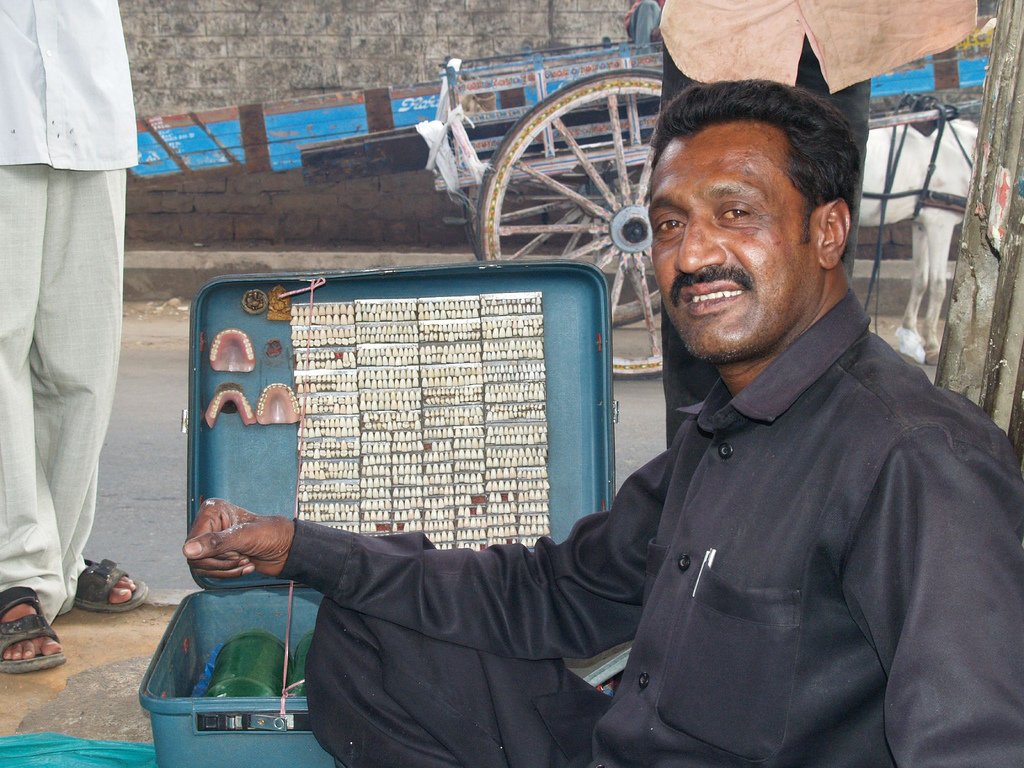
طبيب أسنان في إحدى شوارع بنغالور

في الهند، حيث تتوافر خدمات الشوارع، يعمل أطباء الأسنان جنبا إلى جنب مع مقدمي خدمات الشوارع الأخرى، مثل الصيدليين ورجال الإصلاح، والحلاقين. يكلف هؤلاء الممارسين أقل بكثير من أطباء الأسنان المرخص لهم مزاولة المهنة، وغالبا ما يتقاضون أقل من 125 روبية لإجراء حشو الضروس، والتي يمكن أن تكلغ لدى طبيب الأسنان المرخص 10,000 روبية. كثيرون يتعلمون التجارة من آبائهم.
لا يقتصر طب الأسنان في الشوارع في الهند. في باريس في عام 2003، تم القبض على 23 طبيب أسنان غير مرخص لهم يمارسون تلك المهنة في المقاهي ومحلات البقالة. لم يكن لدى أطباء الأسنان من المهاجرين السوريين الذين قدموا خدمات طب الأسنان للمهاجرين الآخرين تأمين صحي.
في عام 1998، اعتقل رجل في فان نويس بولاية كاليفورنيا لتسيير ممارسة طب الأسنان غير المرخصة من الجزء الخلفي من متجر ألعاب في مركز تجاري.

## المسائلة القانونية
في الهند، ينص الفصل الخامس، القسم 49 من قانون أطباء الأسنان لعام 1948 أن أطباء الأسنان، وميكانيكا الأسنان، وأطباء صحة الأسنان يجب أن يكون لديهم رخصة لمزاولة المهنة، مما يجعل طب الأسنان في الشوارع غير قانوني، على الرغم من استمرار ممارسة تلك المهنة بشكل غير قانوني في الشوارع. معظم البلدان في العالم المتقدم لديها قوانين تمنع الممارسة غير المرخصة لطب الأسنان (انظر طب الأسنان في جميع أنحاء العالم).